# 渋谷隆太郎
渋谷 隆太郎（しぶや りゅうたろう、1887年4月5日 - 1973年4月8日）は、日本の海軍軍人。最終階級は海軍中将。最後の海軍艦政本部長を勤める。杉政人、上田宗重らと同様に機関科出身者として最初の海軍大将候補であった。

## 経歴
福井県出身。渋谷徳蔵の長男として生まれる。1910年4月、海軍機関学校（18期）を卒業。同年12月、海軍機関少尉任官。1916年12月、海軍大学校機関学生となり、1918年12月、戦艦「比叡」分隊長に着任。1919年12月から海軍大学校選科学生として学び、翌年12月、海軍艦政本部部員（第5部）となる。
1925年8月、横須賀海軍工廠造機部員となり、造兵監督官（米国出張）、舞鶴要港部部員などを経て、1930年12月、機関大佐に昇進し海軍艦政本部第4部部員となった。その後、横須賀海軍工廠造機部長となり、1936年12月、海軍少将に進級した。
1937年12月、海軍技術研究所理学研究部長に就任、呉海軍工廠造機部長、広海軍工廠長を歴任し、1940年11月、海軍中将となった。太平洋戦争を呉海軍工廠長として迎えた。その後、海軍艦政本部出仕（藤原行政査察使随員）を経て、海軍艦政本部長として終戦を迎え、1945年11月、予備役に編入された。
渋谷が艦政本部長を務めたのと同時期に海軍次官を務めた井上成美は、戦後になって、「海軍がもう少し続いていれば、渋谷は大将になれた」という趣旨の発言をしたという。渋谷は1940年11月 中将、1945年11月 予備役は、井上は1939年11月 中将、1945年5月 大将、1945年10月 予備役と1年遅れで進級していた。太平洋戦争（大東亜戦争）中は、中将進級後、5年半経過して予備役に編入されない者は大将に親任される例であった。井上が言うように、海軍が「もう少し」続いていれば、渋谷は、井上に1年遅れて、1946年（昭和21年）の春に大将に親任されることが可能であった。
戦後、公職追放の仮指定を受けた。その後は生産技術協会を主宰し、旧日本海軍の技術資料を収集、その成果は生産技術協会『旧海軍技術資料　第1編』（全5冊）としてまとめられた。

## 渋谷文庫
戦後に収集した旧日本海軍の技術資料のうち約4,400点は1994年3月に神戸商船大学（旧神戸高等商船学校、現神戸大学海事科学部）に移管され、現在は神戸大学附属図書館に保管されており、「渋谷文庫」と呼ばれている。この中には臨機調事件に関する資料が残されているなど、日本海軍の機関関係の貴重な一次資料である。

### 参考
- 神戸大学附属図書館 デジタルアーカイブ 【 学内研究成果 】渋谷文庫 2008年5月閲覧、2008年4月時点でのアーカイブ。
  - 神戸大学附属図書館デジタルアーカイブ 貴重書・特殊コレクション 渋谷文庫2024年7月閲覧。